# Pellicova
Pellicova je ulice poblíž historického centra Brna, v městské části Brno-střed. Je spojnicí mezi ulicí Husovou a Gorazdovou a má délku přibližně jeden kilometr. Vede po jižním a západním úbočí vrchu Špilberk a zčásti tvoří dolní hranici špilberského parku. Z Husovy ulice vychází západním směrem a zpočátku kopíruje linii níže položené sousední ulice Pekařské. Zhruba v polovině, v místě, kde z ní vychází Sladová ulice, se stáčí severním směrem a poté je souběžná s ulicí Úvoz, se kterou je na svém konci propojena prostřednictvím krátké Gorazdovy ulice. Zástavba na pravé straně Pellicovy ulice s domy se sudými orientačními čísly patří do katastrálního území Město Brno a části Brno-město, samotná ulice a levá strana s domy s lichými orientačními čísly spadá pod katastrální území a část Staré Brno.

## Historie

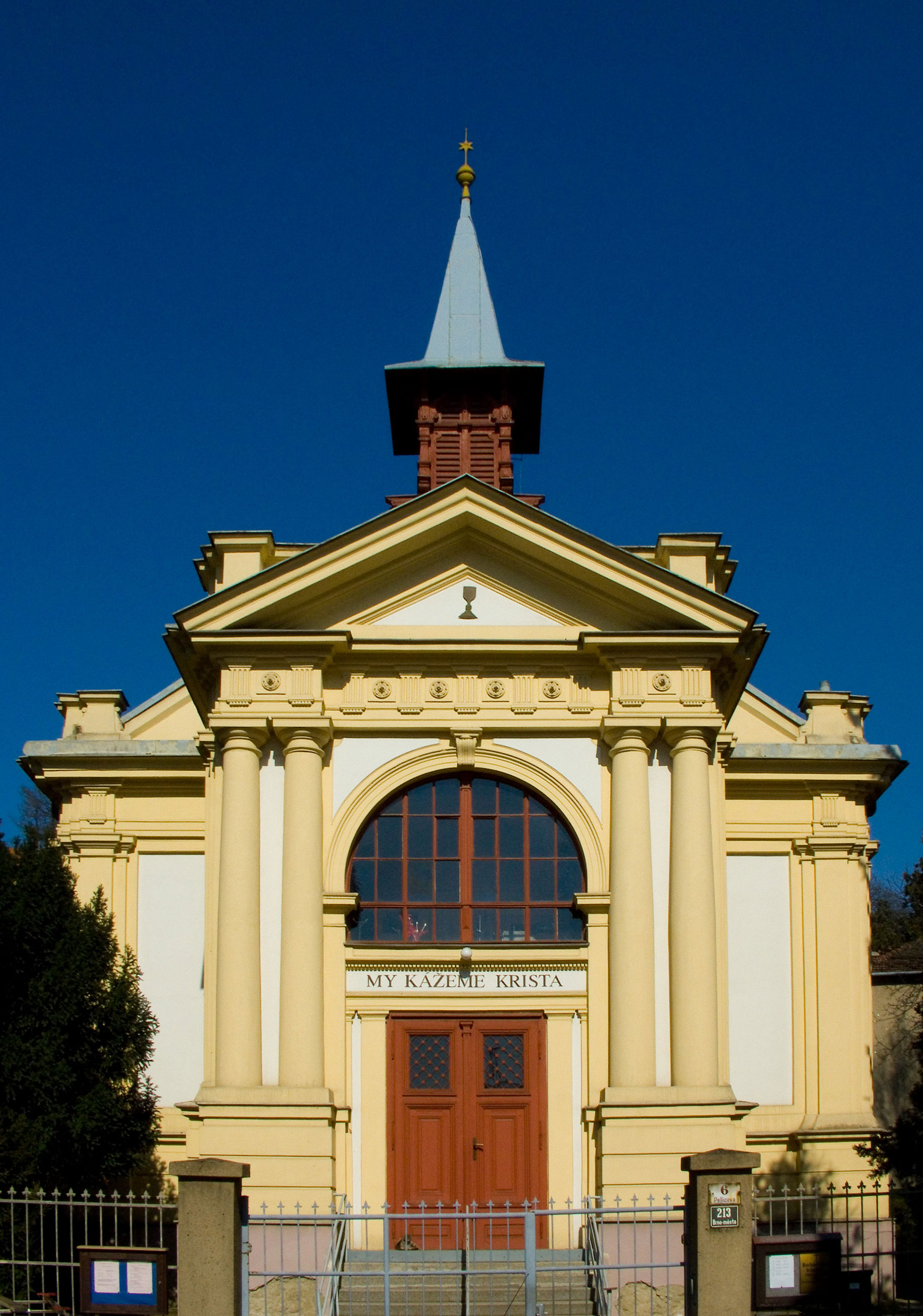
Betlémský kostel

Jako pouhá polní cesta pod svahy Špilberku a nad zahradami Pekařské neměla ulice původně žádné jméno, od roku 1844 se připomíná pod názvem Unterm Spielberg (Pod Špilberkem) a od roku 1867 nesla oficiální pojmenování Spielberggasse (Špilberská). Po vzniku Československa byla pojmenována po Silviu Pellicovi jako Pellicova, což zůstalo zachováno i za druhé světové války (Pellicogasse). Dne 10. května 1945 se vrátila k názvu Pellicova.
Silvio Pellico (1789–1854) byl italský romantický spisovatel a představitel revolučního hnutí karbonářů usilujícího o osvobození severní Itálie od rakouské nadvlády. Jako revolucionář byl v letech 1822–1830 vězněn na hradě Špilberk. Své vzpomínky z Brna později zpracoval ve svém nejznámějším díle Mé žaláře. V Itálii je dodnes uznávaným národním hrdinou a literátem a v desítkách italských měst jsou po něm pojmenovány ulice. Mimo Itálii je brněnská Pellicova ulice jedinou v Evropě, která nese jeho jméno.

### Výstavba od konce 19. století

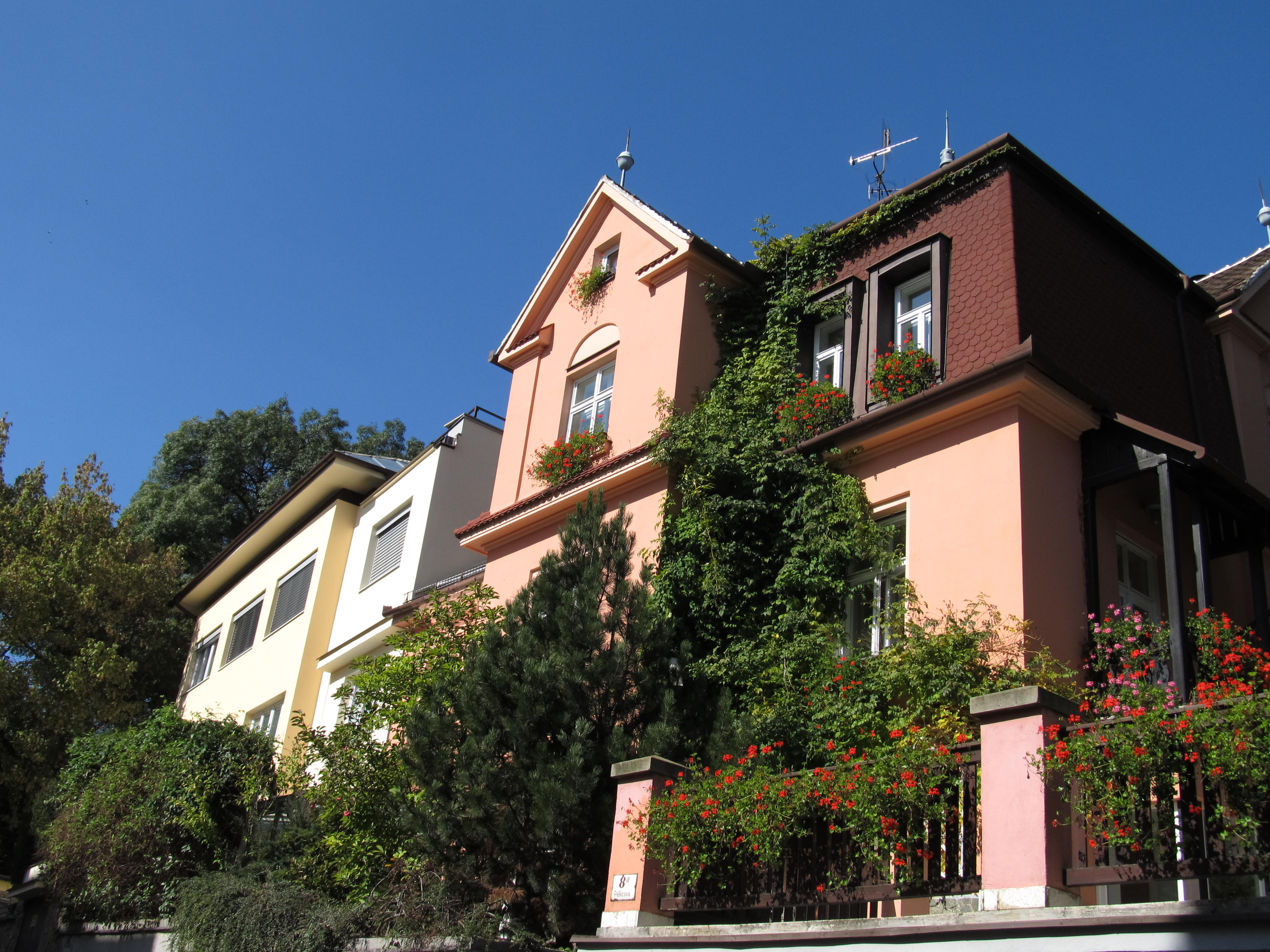
Dům Pellicova 8a (vila továrníka Rudolfa Gödela)

Nejstarším pozůstatkem původní zástavby je barokní dům č. o. 9. V letech 1894–1895 v prostoru bývalé zahradní restaurace Malý Prátr byl postaven evangelický Betlémský kostel. Jeho vznik provázely protesty německé národnostní většiny, protože se jednalo o první kostel v Brně, kde bohoslužby probíhaly výhradně v češtině. V sousedství kostela byl v letech 1905–1906 postaven honosný rodinný dům ve stylu secese pro rektora brněnské české techniky Zdeňka Elgera z Elgerfeldu. Dům byl později rozšířen, a proto nese dvě orientační čísla 8 a 8b. Osobnost Zdeňka Elgera připomíná bronzová pamětní deska u vstupu do domu. V sousedství Elgerova domu si nechal postavit rodinnou vilu bohatý průmyslník Rudolf Gödel (dům č. p. 8a, výstavba 1913–1914).

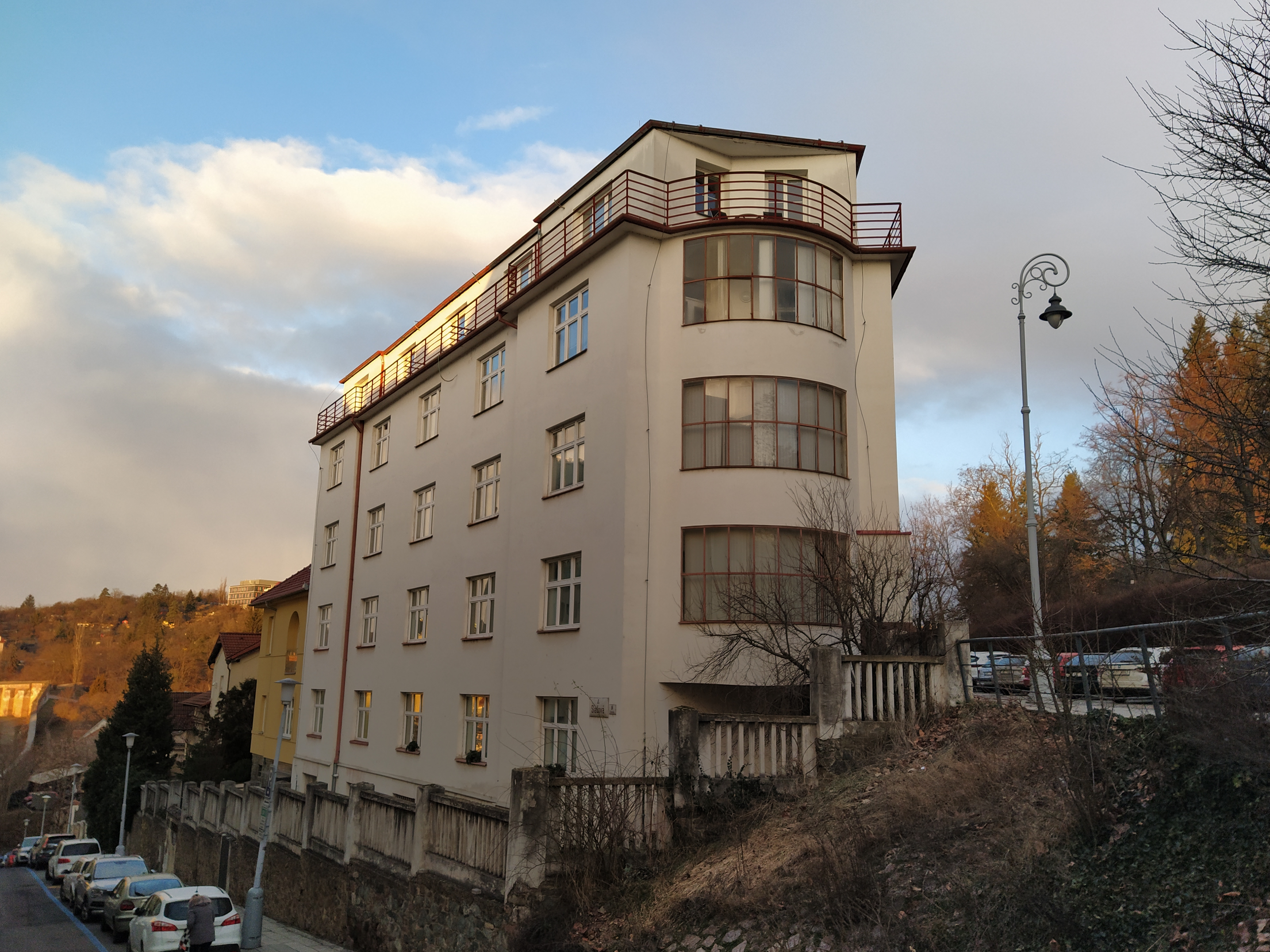
Dům Pellicova 53a

Po výstavbě Betlémského kostela a Elgerova domu se Pellicova ulice stala vyhledávanou rezidenční lokalitou na úpatí špilberského parku a od počátku 20. století se datuje rozsáhlá výstavba rodinných a nájemních domů po obou stranách ulice. Pellicova byla původně ve východní části slepá a končila zahradami z ulice Husovy. Se Starým Brnem byla spojena schodištěm směřujícím od Betlémského kostela k Pekařské ulici. Na této krátké strmé komunikaci je patrný náročný terén, s nímž se stavitelé museli v ulici vypořádat, většina domů má proto směrem k Pekařské až o dvě podlaží víc než do Pellicovy. Proražením vyústění do Husovy ulice vznikl prostor pro realizaci souboru funkcionalistických bytových domů podle projektu Václava Dvořáka (1900–1984) (domy č. o. 1, 1a, 1b, 5, 5a, 5b, 13, 13a, 17, 19). Dvořákovu tvorbu doplnili další tvůrci brněnského funkcionalismu Max Tintner (dům č. o. 5d) nebo František Antonín Krejčí (dům č. o. 25 z roku 1937). Jednu z posledních proluk na začátku ulice zaplnila až v letech 1968–1970 výstavba bytového domu č. o. 3c podle projektu Olgy Drápalové (1937–1997) a jejího manžela Jaroslava. I když tento dům vznikl o desítky let později než okolní zástavba, nijak nenarušuje elegantní kompozici jižní fronty ulice.
K hodnotným stavbám patří secesně-kubistický nájemní dům č. o. 11 Marie Uherkové z let 1913–1914. Její manžel stavitel František Uherka (1880–1948) realizoval později v letech 1923–1924 nájemní dům č. o. 29/31 pro německého velkoobchodníka Viktora Putzkera ve stylu konzervativního klasicismu s prvky art deco. Pozoruhodný soubor domů v historizujícím stylu s bohatou ornamentální výzdobou postavil František Valenta (1884–1964) (č. o. 47, 49, 51, 53). Valentova rozsáhlá stavební aktivita v roce 1912 opět narazila na odpor brněnských Němců, kteří své protičeské postoje skrývali za argument, že svažitý terén pod Špilberkem je zcela nevhodný pro výstavbu velkých bytových domů. Členitý terén je znovu patrný po napojení na strmou Sladovou ulici, kde ve 30. letech 20. století realizoval stavitel Antonín Duřpekt (1885–1978) kromě své vlastní vily (č. o. 55) několik nájemních domů (č. p. 53a, 57/59). Po několika samostatně stojících rodinných domech (vila Eduarda Cahy č. o. 69 z roku 1932) přechází ulice do prostoru parku a u pravoslavného chrámu sv. Václava ústí do Gorazdovy ulice, která směřuje opět ve strmém svahu k ulici Úvoz.
V Pellicově ulici se nachází mateřská škola a pracoviště Krajské hygienické stanice.

### Pamětihodnosti

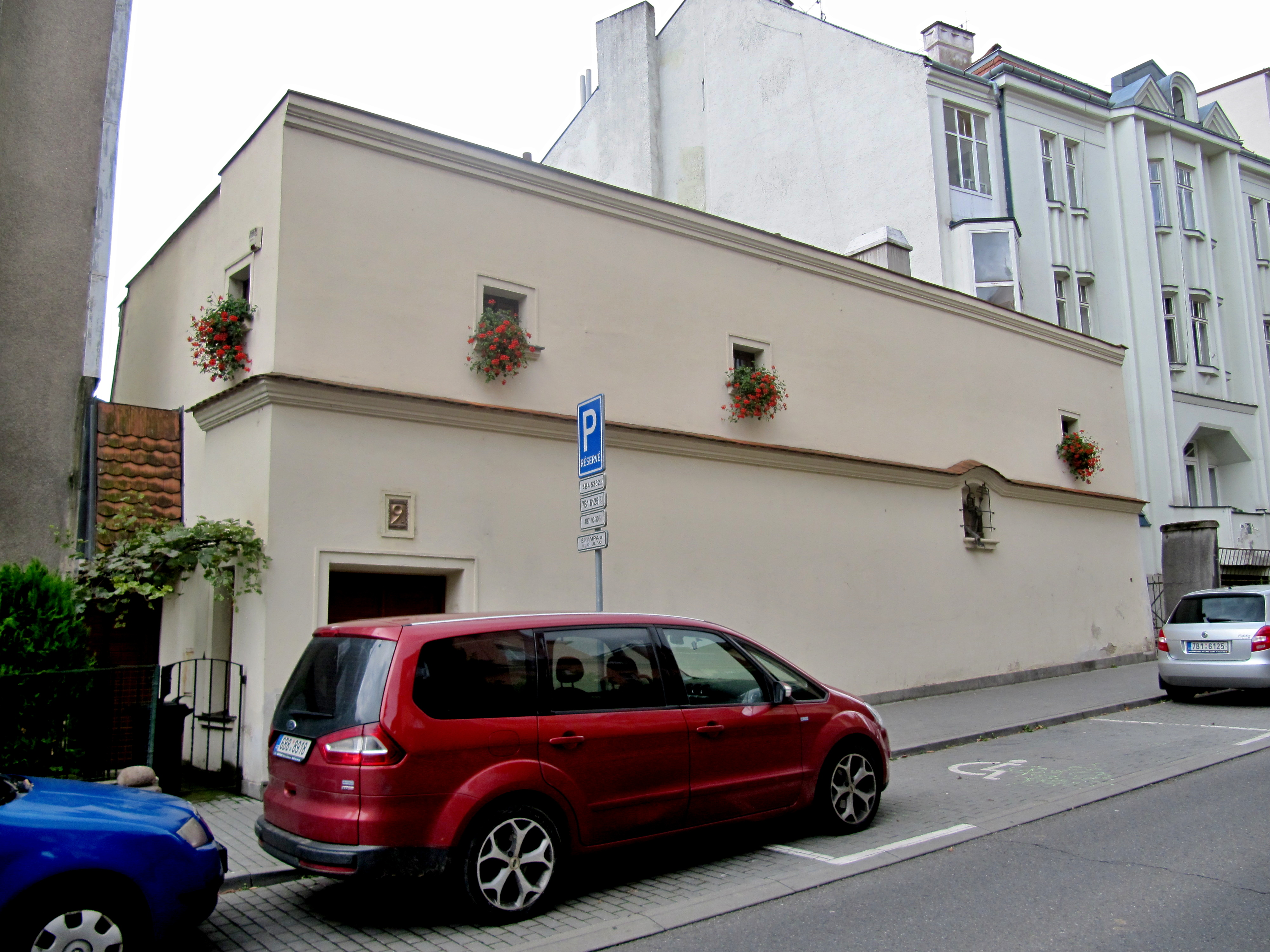
Nejstarší dům v ulici č. o. 9

Kromě evangelického Betlémského kostela poblíž začátku ulice a pravoslavného chrámu svatého Václava na jejím konci patří k význačným několik dalších objektů. Jedná se především o nejstarší barokní dům č. o. 9, dále sousední secesně-kubistický nájemní dům Marie Uherkové č. o. 11 Na protější straně se jedná o dům č. o. 8/8b Zdeňka Elgera z Elgenfeldu. Dále například secesní dům č. o. 33 nebo sousední dům č. o. 35.

### Osobnosti
V Pellicově ulici žila řada významných osobností. Dům č. o. 1 vlastnil pediatr Otakar Teyschl (1891–1968). Ve vile č. o. 8a žil textilní podnikatel Rudolf Gödel (1874–1929) a jeho syn, matematik Kurt Gödel (1906–1978). K potomstvu Zdeňka Elgra patřila dcera Milena Šimková-Elgrová (1898–1977), která se prosadila jako malířka. Dále zde žili hudební skladatel Josef Kohout (1895–1958), děkan lékařské fakulty Masarykovy univerzity Robert Hladký (1909–1978) nebo historička Věra Bednářová (1909–2006). Kratší období života zde strávili právník, děkan právnické fakulty a poslanec František Weyr (1879-1951) nebo rektor České vysoké školy technické Josef Sumec (1867–1934). Žije zde také brněnská primátorka a členka Ústavního soudu Dagmar Lastovecká (* 1951).
Pellicova je obecně považována za jednu z nejhezčích ulic v centru Brna.[chybí lepší zdroj] a v rámci bydlení patří také k nejdražším brněnským lokalitám. Kromě hodnotné architektonické zástavby na úpatí špilberského parku k tomu přispívá i fakt, že pro silniční provoz funguje pouze jako jednosměrná komunikace, tudíž je relativně klidovou zónou. Lokalita byla několikrát využita pro filmování, převážně z produkce brněnského televizního studia (Četnické humoresky, Detektiv Martin Tomsa). Natáčel tu také Vladimír Michálek (film Posel, 2012) a Jan Hřebejk (televizní film Veterán, 2020).

## Galerie

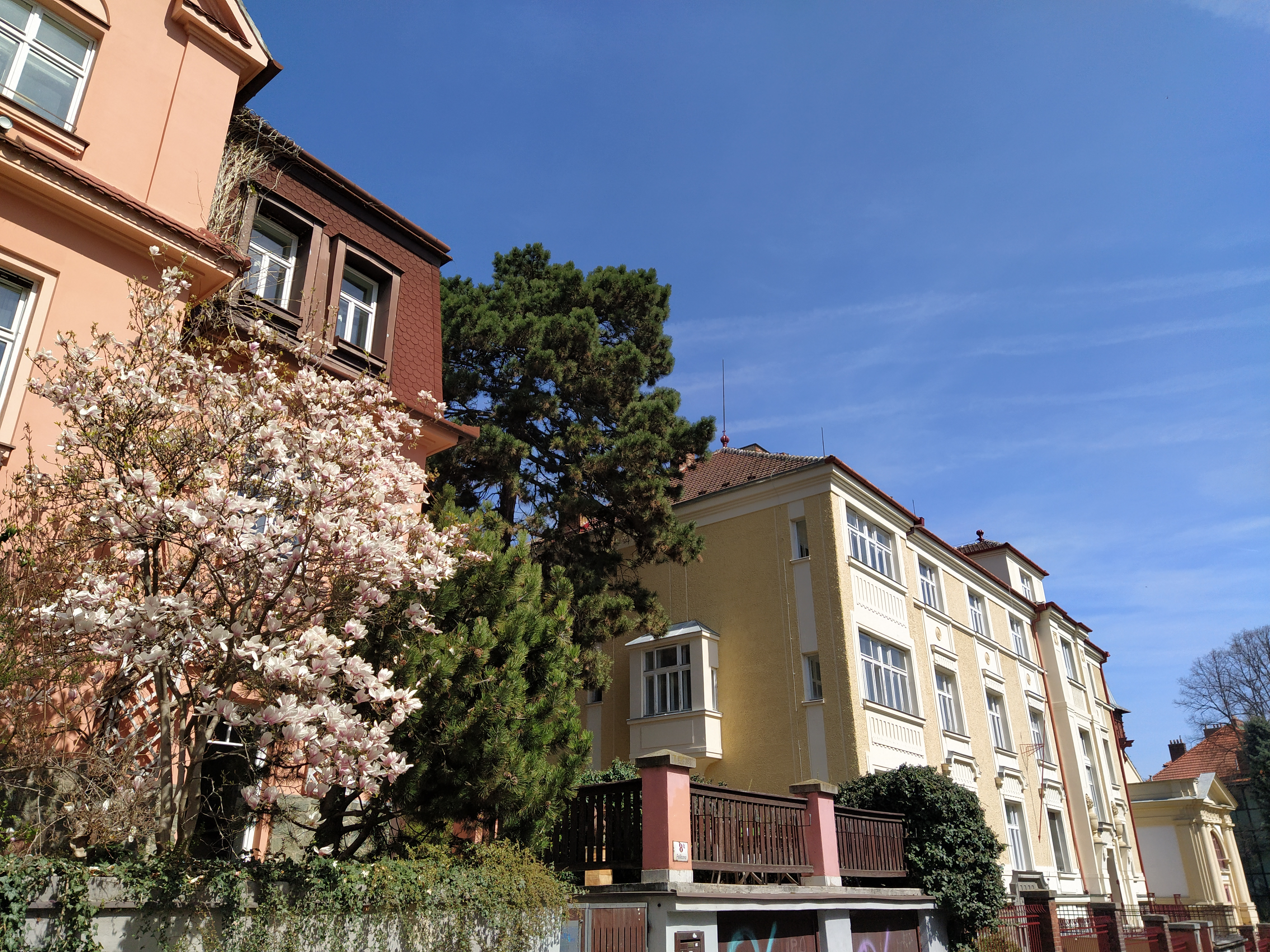
Pellicova č. o. 8a, 8b, 8 (dům Zdeňka Elgera)
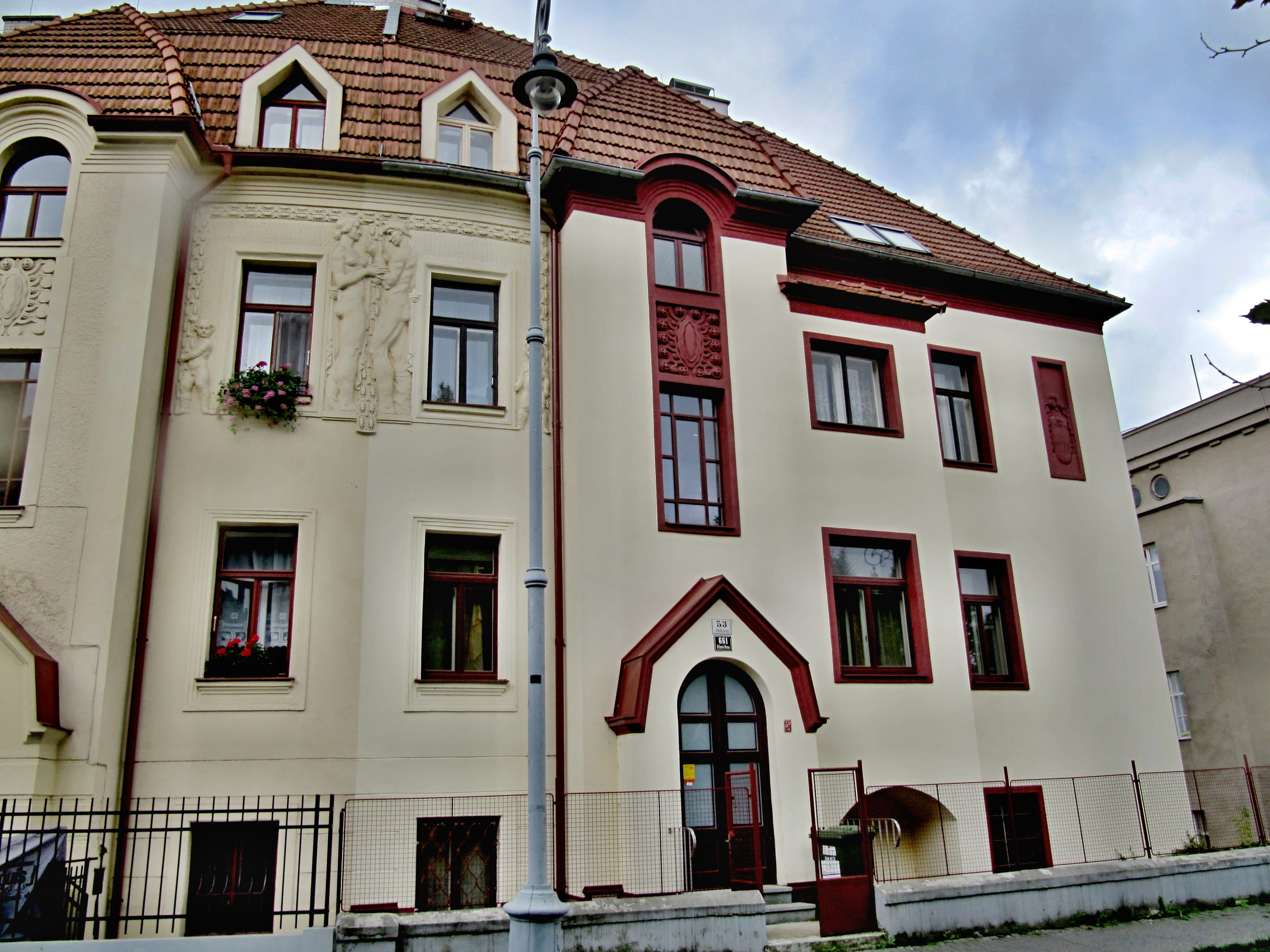
Pellicova č. o. 51 a 53 (1912, František Valenta)
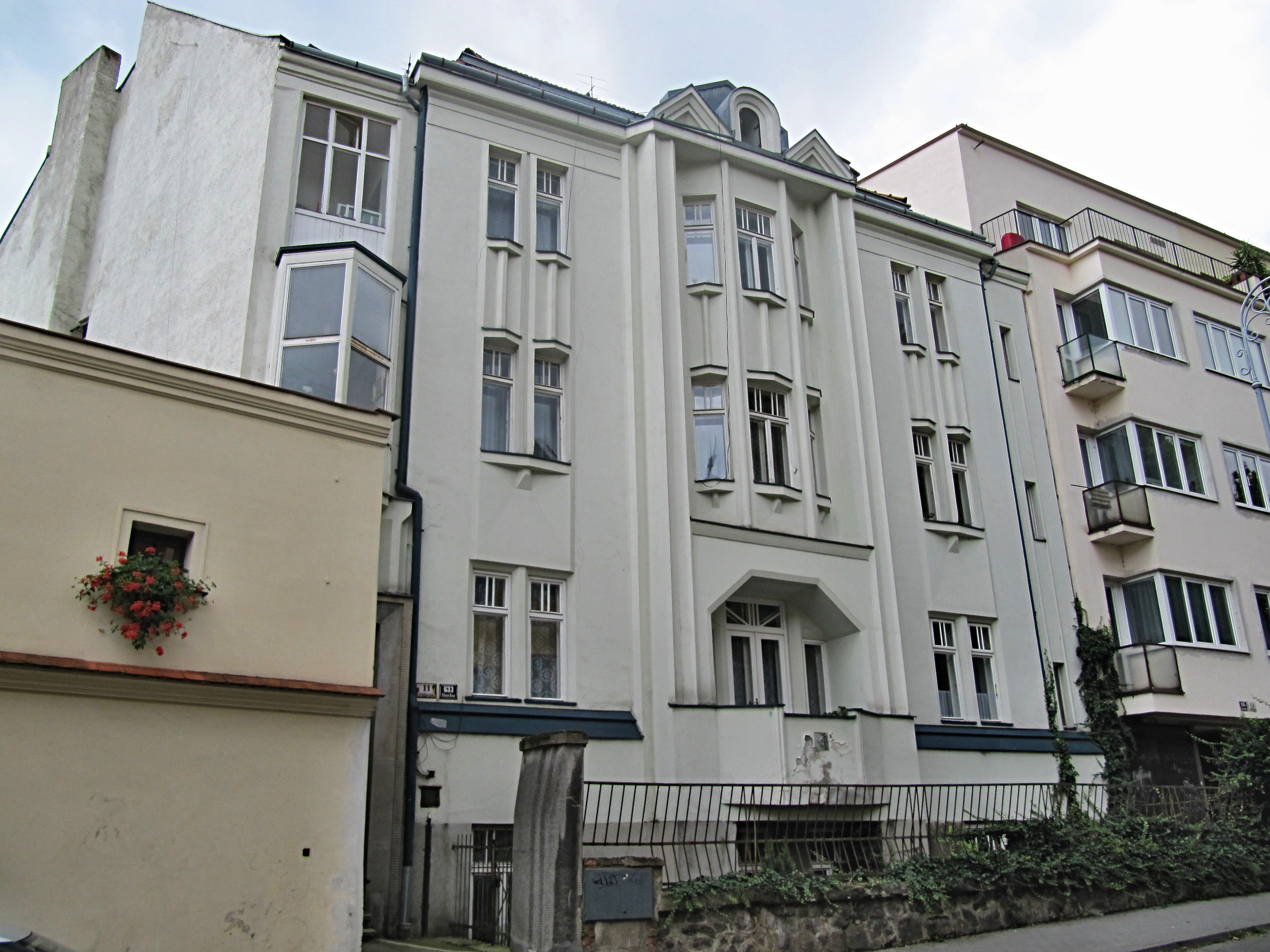
Nájemní dům Marie Uherkové č. po. 11 (1913–1914, František Uherka)
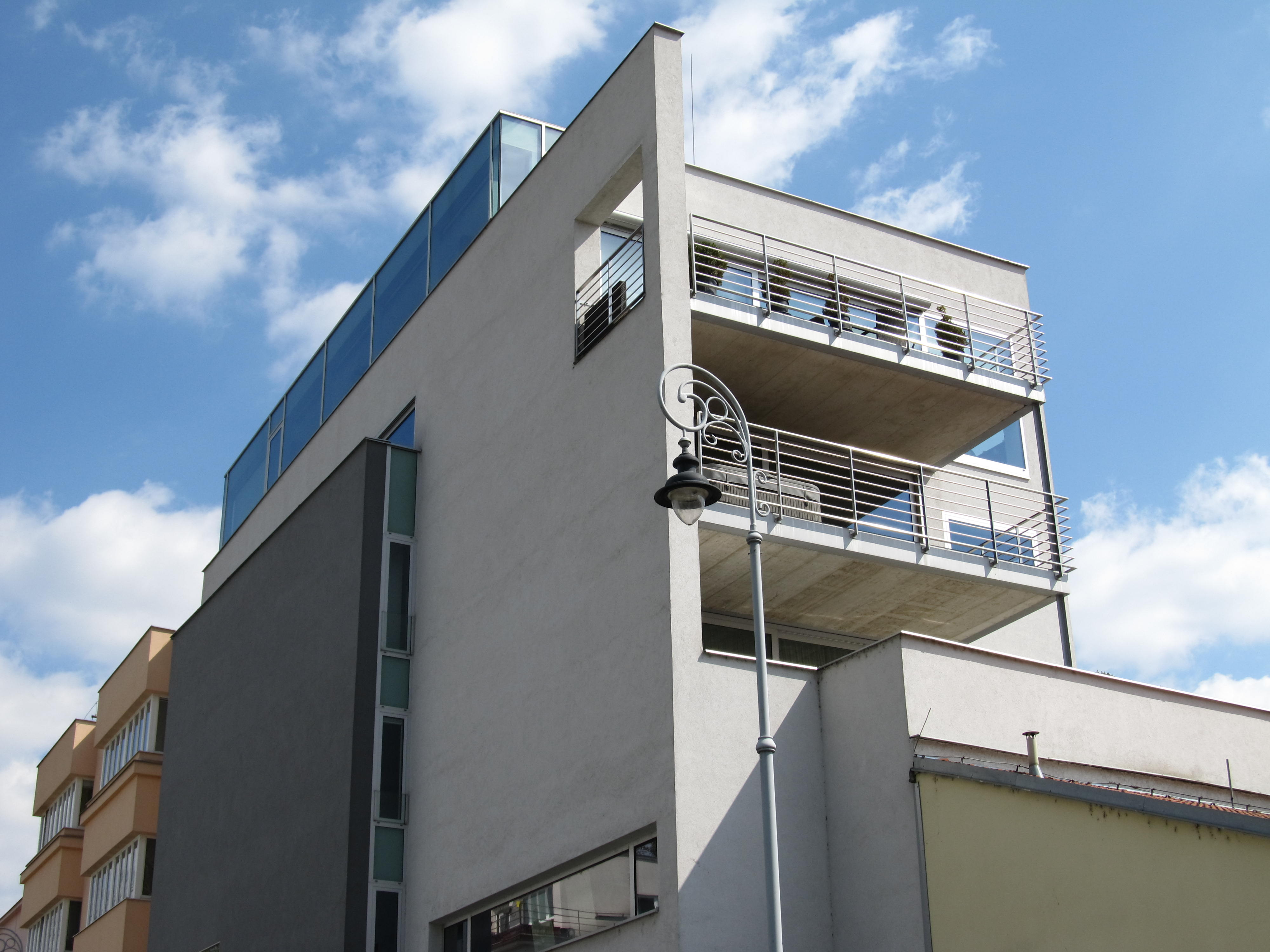
Pellicova č. o. 3b
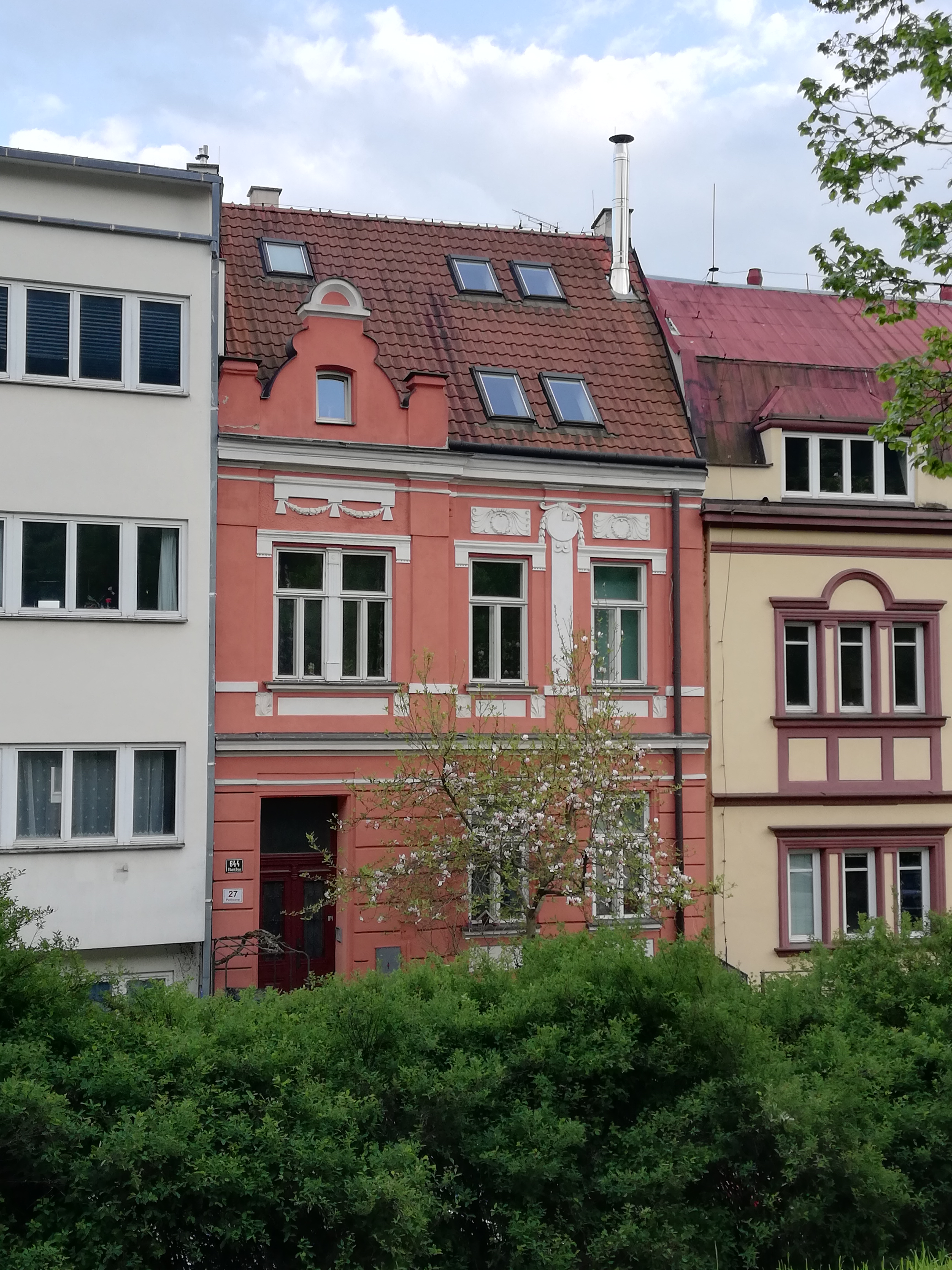
Pellicova č. o. 27
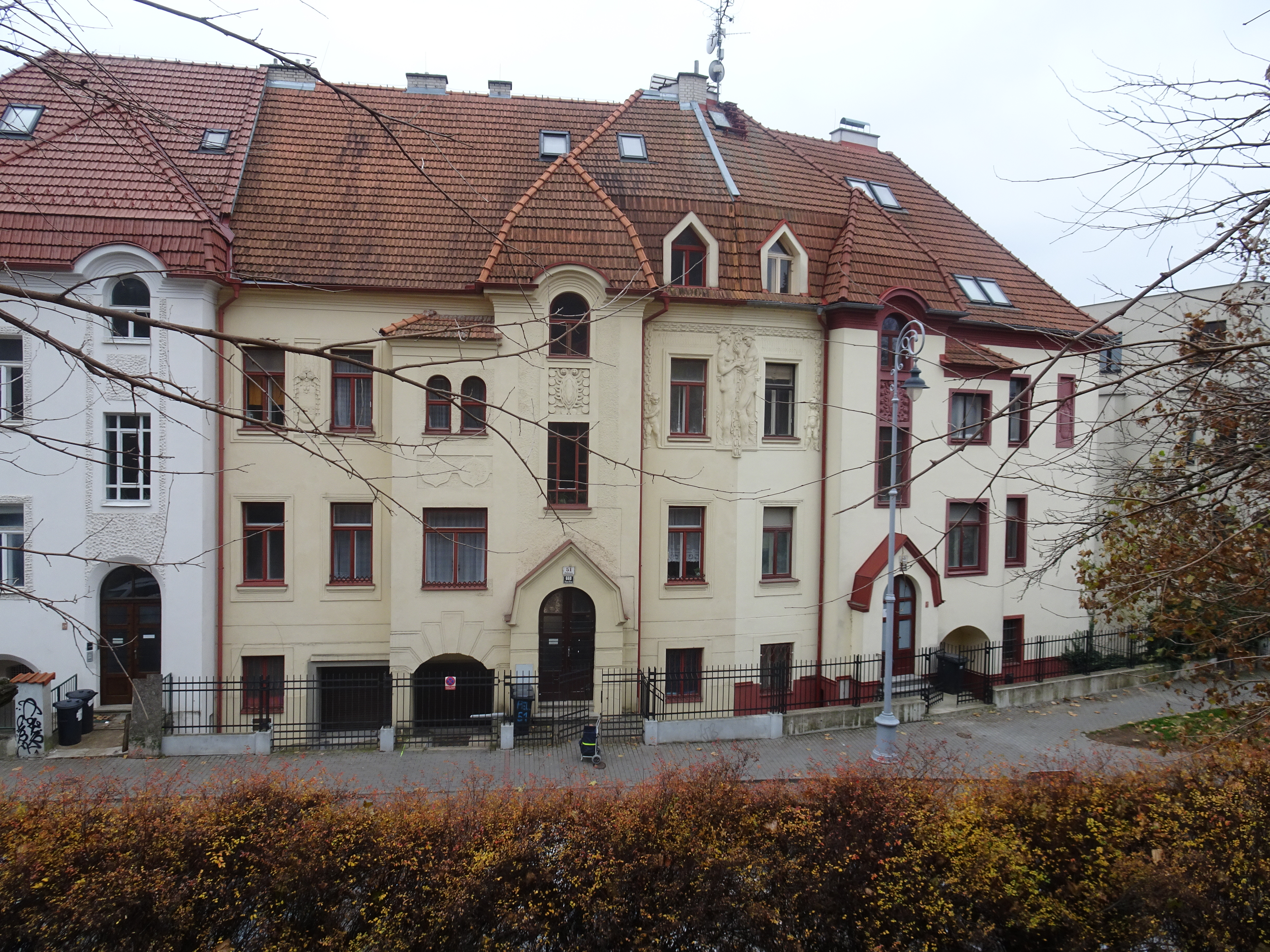
Pellicova č. o. 51 a 53 (1912, František Valenta)
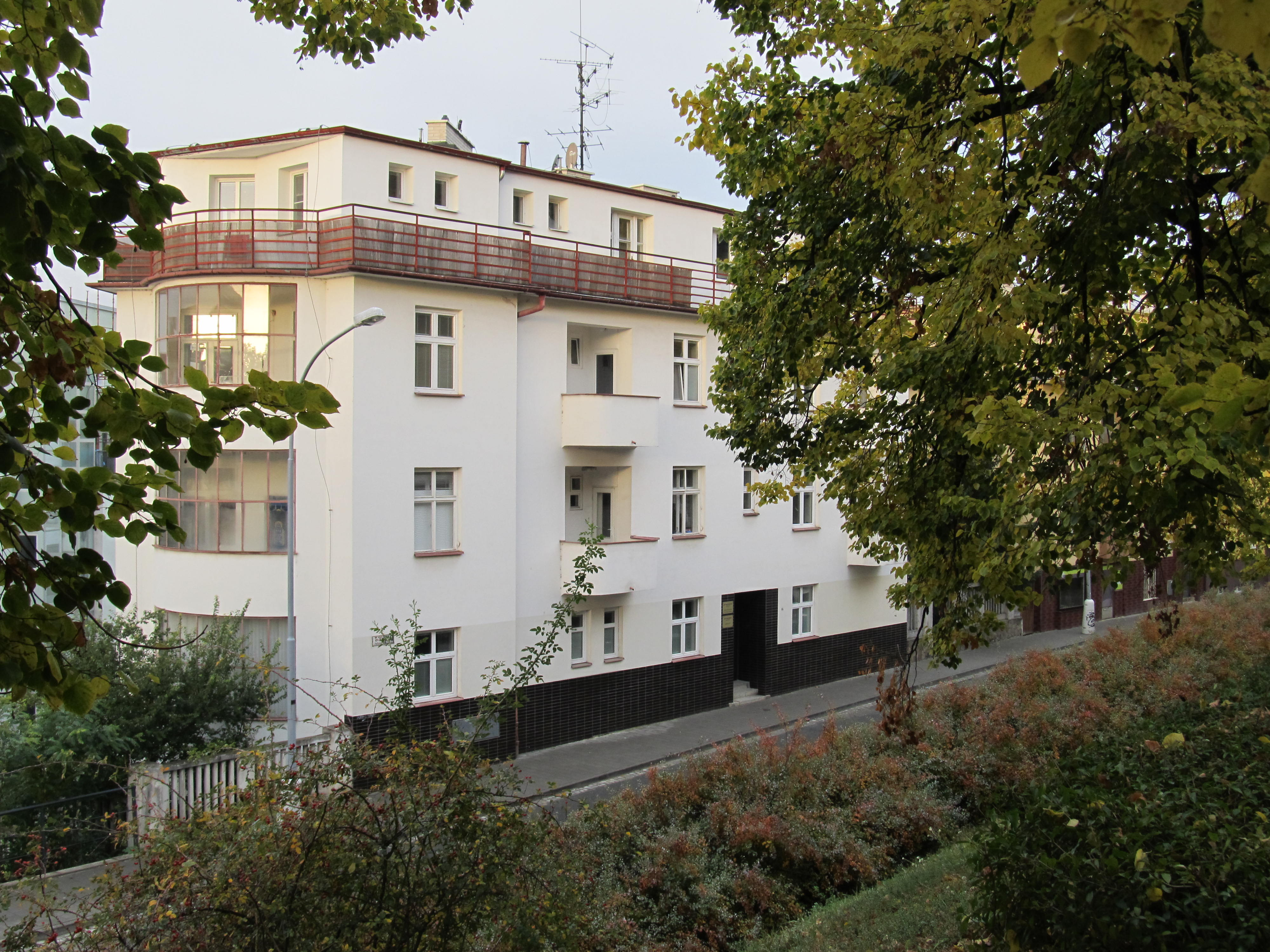
Pellicova č. o. 53a (1932, Antonín Duřpekt)
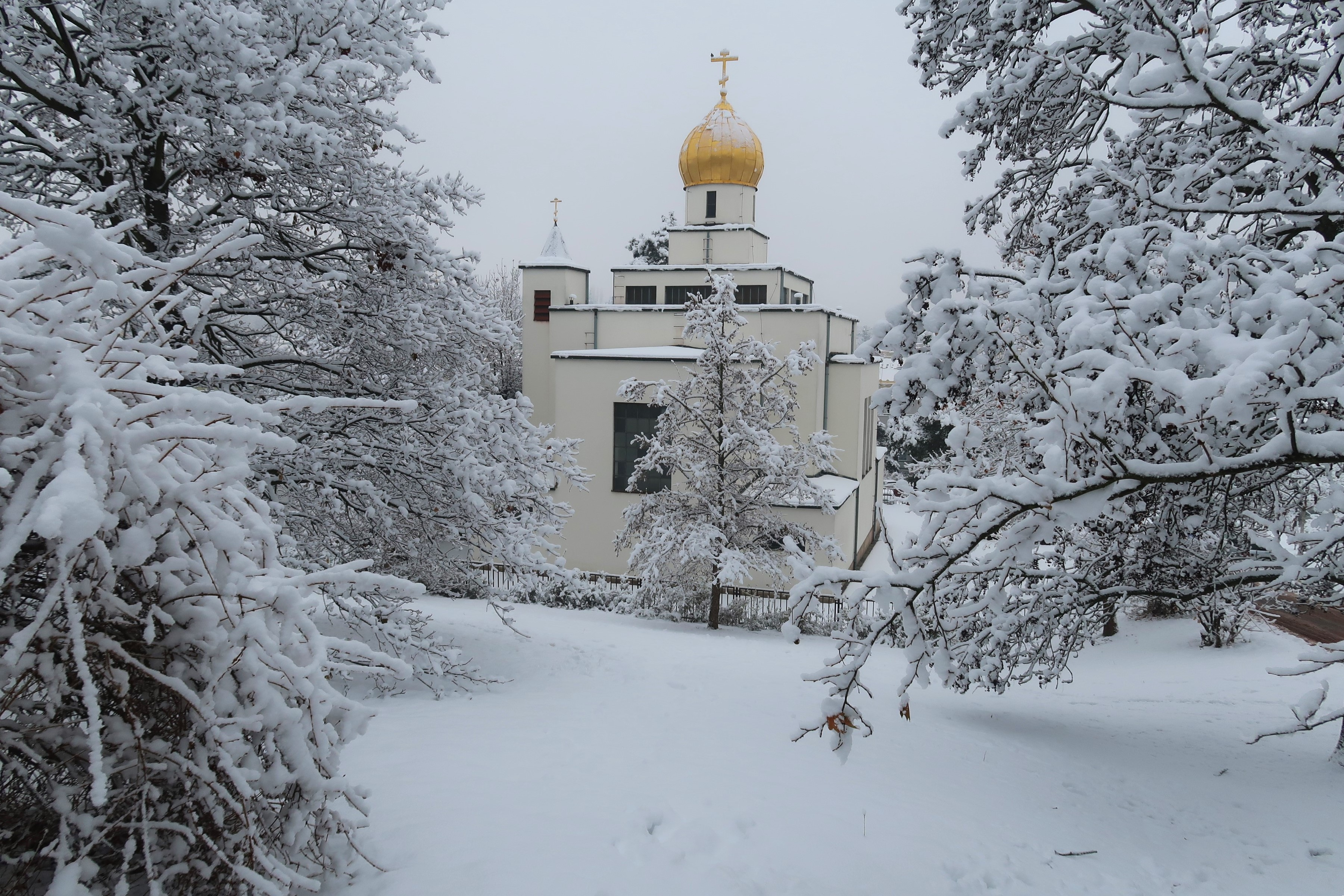
Pravoslavný chrám sv. Václava (1930–1931)